# Leionotacris
Leionotacris is een geslacht van rechtvleugeligen uit de familie veldsprinkhanen (Acrididae). De wetenschappelijke naam van dit geslacht is voor het eerst geldig gepubliceerd in 1996 door Jago.

## Soorten
Het geslacht Leionotacris omvat de volgende soorten:
- Leionotacris beshamensis Riffat & Wagan, 2003
- Leionotacris bolivari Uvarov, 1921
- Leionotacris gilloni Hollis, 1966